# Барна, Виктор
Дьёзё Браун (венг. Braun Győző; 24 августа 1911, Будапешт — 28 февраля 1972, Лима), сменивший имя и фамилию на Виктор Барна (венг. Barna Viktor, англ. Victor Barna) — венгерский и английский игрок в настольный теннис, многократный чемпион мира, многократный чемпион Венгрии, многократный победитель открытого первенства Англии. По национальности еврей. Один из величайших игроков за всю историю настольного тенниса.

## Биография
Родился в 1911 году в Будапеште. Из-за царивших в те годы в обществе сильных антисемитских настроений предпочёл сменить исходные имя и фамилию на более похожие на венгерские. Настольным теннисом занялся с 1925 года, в 1929-32 годах ежегодно становился чемпионом Венгрии, в 1930-х годах чуть ли не ежегодно выигрывал открытое первенство Англии, а также завоёвывал золотые медали чемпионата мира. В 1932-37 годах занимал первое место в рейтинге ITTF.
27 апреля 1939 года Виктор Барна женился в Великобритании на Сюзанне Арань (тоже венгерке) и с 1939 года стал выступать на международной арене за Великобританию. Когда осенью 1939 года началась Вторая мировая война, Виктор Барна находился с женой в США. Он вернулся в Европу, чтобы воевать с фашистами, был парашютистом в Британской армии, воевал в Югославии. Чтобы сделать своё имя более «английским», он изменил его написание с Viktor на Victor. После войны поселился в Лондоне, и в 1952 году вступил в британское подданство.
В 1981 году имя Виктора Барны было включено в Международный еврейский спортивный зал славы.